# Tu-107 (航空機)
Tu-107とは、ソ連の航空機設計機関であるツポレフ設計局がTu-104ジェット旅客機を軍事用輸送機に転用するために試作した双発ターボジェット機である。

## 概略
Tu-107の原型となったTu-104自体が、Tu-16爆撃機の民用転用であったため、爆撃機の輸送機化であったといえる。
Tu-107は、軽車両や大砲といった重量物を運搬するため、機体の強化と貨物用ドアが取り付けられており、後部に空挺部隊の隊員70人を搭乗できるというものであった。
試作機1機が製造され飛行試験も行われたが、量産されなかったため、実戦配備されることもなかった。

## 性能一覧
- 乗員: 5
- 積載量: 兵士100人ないし貨物10,000 kg
- 長さ: 38.85 m
- 全幅: 34.54 m
- 高さ: 11.90 m
- 翼面積: 174.4 m²
- 機体重量: 43,000 kg (94,600 lb)
- 最大離陸重量: 76,000 kg
- エンジン: Mikulin RD-3 M-500双発, 93.2 kN (20,900 lbf)

- 最大速度: 900 km/h (563 mph)
- 航続距離: 3,020 km (1,887 miles)
- 実用上昇限界高度: 11,200 m (36,736 ft)